# Bactrodesmium biformatum
Bactrodesmium biformatum är en svampart som först beskrevs av Franz Xaver von Höhnel, och fick sitt nu gällande namn av S. Hughes 1983. Bactrodesmium biformatum ingår i släktet Bactrodesmium, klassen Dothideomycetes, divisionen sporsäcksvampar och riket svampar.   Inga underarter finns listade i Catalogue of Life.